# Dunfermline
Dunfermline er en by i det østlige Skotland, med 53.100(2016) indbyggere. Byen ligger i kommunen Fife, tæt ved kysten til Nordsøen.
Dunfermline var hjembyen for den skotske forretningsmand og filantrop Andrew Carnegie.